# ضبعات (السوم)

تعديل مصدري - تعديل

ضبعات هي إحدى قرى عزلة السوم بمديرية السوم التابعة لمحافظة حضرموت، بلغ تعداد سكانها 506 نسمة حسب تعداد اليمن لعام 2004.